# Бугаева, Лика
Лика Бугаева (укр. Ліка Бугайова); имя при рождении Анжелика Игоревна Бугаева (укр. Анжеліка Ігорівна Бугайова; род. 22 февраля 1991, Светловодск, Кировоградская область, Украина) — украинский музыкант, композитор и автор песен. Лидер инди-рок группы Zetetics. Член Национальной Всеукраинской Музыкальной Ассоциации.

## Биография
Лика Бугаева родилась 22 февраля 1991 года в Светловодске.
С 2007 по 2012 год училась в вечерней музыкальной школе № 1 имени К. Г. Стеценко в Киеве на эстрадном отделении по классу вокала. Она отдавала предпочтение преимущественно джазовым композициям.
C 2008 по 2013 год Лика училась на факультете испанской филологии и литературы Киевского национального лингвистического университета.

### 2011—2015: «Голос страны» и Lika Bugaeva
В 2011 году стала финалисткой первого сезона вокального телешоу «Голос страны» (укр: «Голос країни»), где благодаря зрительским симпатиям дошла до полуфинала и прямых эфиров.
11 июня 2011 приняла участие в утреннем прямом эфире программы «Завтрак с 1+1» (укр: «Сніданок на 1+1») на телеканале «1+1».
Позже Лика Бугаева основала и зарегистрировала музыкальную группу под названием «Lika Bugaeva», где она является абсолютным правообладателем и автором всех песен. 17 декабря 2013 года выпустила дебютный клип на песню «You and I» из будущего альбома.
В апреле 2014 года выступила вживую в музыкальной паузе программы «Что? Где? Когда?» (укр: «Що? Де? Коли?») на телеканале «1+1».
6 мая 2014 года вышел дебютный альбом «Finally I See», который стал одним из лучших украинских альбомов 2014 года по версии «Inspired». А саму группу включили в топ-15 впечатляющих музыкантов в специальном проекте ТСН «Слушай украинское».
29 мая в клубе «GogolBARdello» состоялся концерт, на котором были сыграны песни из альбома. В этот же день состоялся онлайн-чат и онлайн интервью, которое Лика Бугаева давала информационному агентству «Украинские национальные новости».
В 2014 году группа сыграла на фестивале «Гогольfest» и «Арт-пикнике Славы Фроловой» в Киеве.
24 августа 2014 года, на День независимости Украины, состоялось выступление на джазовом концерте «Мушля Джаз», организованный проектом Kyiv Open Air.
6 ноября 2015 года был выпущен дебютный видеоклип на песню «Fly Away», который вошёл в топ-25 треков 2014 года по версии Cultprostir. Он набрал популярность благодаря тому, что исполнение Ликой текста было ещё показано и на языке жестов — чтобы песню могли услышать те, кто слышать не может. Официальный твиттер Украины написал про то, что он рекомендует этот клип к просмотру всей стране.
Зимой 2014 года участвовала в «Jazz & Lounge Фестиваль», где Лика и её группа сыграли акустическую программу.
13 мая 2015 года выходит сингл «You Would Never Know» в преддверии второго альбома. 15 мая 2015 года выступала на первом фестивале новой украинской музыки «SVOЇ» во Львове.
В конце июля 2015 года Лика Бугаева сыграла акустическую программу в рамках проекта «Просто Ради. О» в Киеве.
3 сентября 2015 года был выпущен третий сингл из будущего альбома под названием «Rainbow», который также стал одним из прослушиваемых в Украине.
7 сентября 2015 года состоялось интервью и выступление в прямом эфире музыкального телеканала М1 в Старт-UP Show.
21 сентября 2015 года, за несколько дней до презентации нового альбома, вышел музыкальный клип на новый сингл «Dance With Me».

### 2015 — настоящее время: Zetetics
8 октября 2015 года Бугаева изменила название своей группы с Lika Bugaeva на Zetetics. В этот же день вышел второй альбом под названием «Zetetic», в составе которого десять англоязычных песен. Эта пластинка, по мнению BeeHype, Comma и Cultprostir, была признана одним из лучших альбомов 2015 года в Украине.
22 октября состоялась презентация альбома «Zetetic» концертом в киевском клубе ATLAS.
Порталы «Украинские новости» и «Gazeta.ua» отметили высокое качество шоу, звука и света. Концерт «Zetetics — Live in Kyiv» вошёл в рейтинг лучших музыкальных фильмов года по версии портала MusicInUa. Альбом стала одним из самых лучших украинских альбомов 2015 года по версии Comma.
В марте 2016 года выступила с акустическим сетом на Hromadske.tv.
19 мая 2016 года состоялся большой акустический концерт Zetetics — «Unplugged» в Fedoriv Hub. В сентябре того же года был выпущен фильм-концерт, который завоевал большой успех. Позже, в этом году вышел альбом Zetetics «Unplugged» на всех музыкальных платформах.
22 февраля 2017 года вышел сингл «Even Tonight» в преддверии третьего альбома. Клип на эту песню был представлен позднее в этом же году.
В мае 2017 года Лика Бугаева приняла участие в отборочном туре музыкального фестиваля Sziget, где её группа дошла до финала, получив больше всего голосов от зрителей.
Весной 2017 года Бугаева отправилась в акустический Европейский тур, где выступала на центральных площадях городов, тем самым рассказывая и показывая, какой сейчас является украинская музыка. Они посетили 6 городов, среди которых: Будапешт, Венеция, Барселона, Париж, Амстердам, Берлин. Во время тура, они успели завоевать любовь европейской публики.
2 июля 2017 года Zetetics впервые выступили на фестивале Atlas Weekend в Киеве.
31 августа 2017 года состоялся масштабный киевский концерт на крыше клуба Bel Etage, который стал заключительным концертом в большом Европейском туре.
Зимой 2017 года они выпустили бренд-фильм «Rooftop Live» — живой концерт и интервью с участниками группы.
В начале июля 2018 года выступили на благотворительном вечере Центру Анны Киевской. Концерт проходил в Михайловском Златоверхом Соборе.
7 июля 2018 года Zetetics снова сыграли на фестивале Atlas Weekend в Киеве.
В ноябре 2018 года Лика Бугаева выступила на благотворительном вечере Tabletochki Giving Tuesday Dinner, на котором удалось собрать необходимую сумму для покупки техники в детские больницы.
19 марта 2019 года презентовала сингл «Burning», который войдёт в будущий альбом.
В сентябре 2019 года презентовала третий студийный альбом под названием «11:11», в составе которого девять англоязычных песен.
3 декабря 2019 года презентовала новый альбом большим концертом в киевском клубе ATLAS. Лика Бугаева написала и исполнила музыку к фильму «Кошмарный директор, или Школа № 5», который вошёл в прокат в октябре 2019 года.
В январе 2020 года Zetetics презентовали песню «Сіль», написанную в двух версиях: на украинском и русском языках. Громадське радио отметили эту песню, добавив в свой подкаст.
В то же время состоялось большое интервью в эфире передачи «Иду на Ты» (укр: «Іду на Ти») на канале TV5.
В 2020 году Zetetics были отобраны в официальный дипломатический современный музыкальный каталог Украины от Украинского института. Благодаря этому Украинский институт будет рекомендовать группу для представления Украины за границей. Победителей выбирало международное жюри — директоры ведущих международных фестивалей и шоукейсов, выдающиеся исполнители и дирижёры, музыкальные критики и журналисты из Австрии, Германии, Литвы, Нидерландов и Польши.
В 2021 году Лика Бугаева стала членом Национальной Всеукраинской Музыкальной Ассоциации.
24 ноября 2021 года группа Zetetics выпустила четвёртый студийный альбом «Cold Star». «Все аранжировки к песням пластинки самостоятельно написала лидер коллектива Лика Бугаева»..

## Дискография

### Альбомы
- 2014 — «Finally I See»
- 2015 — «Zetetic»
- 2016 — «Unplugged»
- 2019 — «11:11»
- 2021 — «Cold Star»

### Синглы
- 2017 — Even Tonight
- 2018 — I Have Nothing
- 2018 — Не Имея Дома
- 2019 — Round And Round
- 2019 — Burning
- 2019 — Останови Меня
- 2019 — Stop Me
- 2020 — Сіль
- 2020 — Lotus

## Видеография
- 2013 — You and I Архивная копия от 23 февраля 2017 на Wayback Machine
- 2014 — Fly Away Архивная копия от 18 февраля 2021 на Wayback Machine
- 2015 — Dance With Me (lyrics) Архивная копия от 23 февраля 2017 на Wayback Machine
- 2017 — Get You Up Архивная копия от 19 декабря 2020 на Wayback Machine
- 2017 — Even Tonight Архивная копия от 17 июня 2021 на Wayback Machine
- 2020 — Lotus Архивная копия от 12 февраля 2021 на Wayback Machine

## Оценки творчества
Музыкальный критик Игорь Панасов о втором студийном альбоме «Zetetic»:
Оформление, исполнительская подача музыкантов, артистизм Лики - все на достойном уровне. Очевидно, что новые песни ее вдохновляют и заводят - это один из ключевых моментов, от которого зависит успех любого проекта. Осталось только переработать волнение и включить его в художественное целое представления. Тогда это будет шоу, которое унесет зрителей в сторону безоговорочного счастья.
Журналист Филипп Пухарев в издании «Украинская правда» отметил альбом «11:11»:
Zetetics удалось найти баланс между лиричностью и инди-роковым драйвом в звучании. Девять треков записаны качественно, но через минорное настроение кажутся однообразными.